# وارن فيني
وارن فيني (بالإنجليزية: Warren Feeney)‏ (مواليد 17 يناير 1981 في بلفاست) لاعب كرة قدم إيرلندي شمالي دولي يجيد اللعب في خط الهجوم . يلعب حاليا لصالح نادي أولدهام أثلتيك الإنجليزي منذ 2010 .

## روابط خارجية
- وارن فيني على موقع الاتحاد الأوربي (الإنجليزية)
- وارن فيني على موقع قاعدة بيانات كرة القدم.إي يو (الإنجليزية)
- وارن فيني على موقع ناشيونال فوتبول تيمز (الإنجليزية)
- وارن فيني على موقع Soccerbase.com (لاعب) (الإنجليزية)
- وارن فيني على موقع كووورة